# Juba Stadium
Juba Stadium er et multistadium i Juba, Sydsudan. Stadionet er hjemmebane for Sydsudan og var vært for en kamp mod Kenya den 10. juni 2011. De er i øjeblikket under renovering som forberedelse til arrangementet. Stadionet har også været vært for U-17 Afrikamesterskabet i fodbold 2009. Stadionet åbnede i 1962.